# Bear Valley
Bear Valley és una concentració de població designada pel cens dels Estats Units a l'estat de Califòrnia. Segons el cens del 2000 tenia 133 habitants.

## Demografia
Segons el cens del 2000, Bear Valley tenia 133 habitants, 67 habitatges, i 32 famílies. La densitat de població era de 10 habitants per km².
Dels 67 habitatges en un 22,4% hi vivien nens de menys de 18 anys, en un 29,9% hi vivien parelles casades, en un 7,5% dones solteres, i en un 52,2% no eren unitats familiars. En el 41,8% dels habitatges hi vivien persones soles el 41,8% de les quals corresponia a persones de 65 anys o més que vivien soles. El nombre mitjà de persones vivint en cada habitatge era d'1,99 i el nombre mitjà de persones que vivien en cada família era de 2,75.
Per edats la població es repartia de la següent manera: un 16,5% tenia menys de 18 anys, un 8,3% entre 18 i 24, un 33,1% entre 25 i 44, un 37,6% de 45 a 60 i un 4,5% 65 anys o més.
L'edat mediana era de 42 anys. Per cada 100 dones de 18 o més anys hi havia 131,3 homes.
La renda mediana per habitatge era de 49.583 $ i la renda mediana per família de 44.375 $. Els homes tenien una renda mediana de 36.875 $ mentre que les dones 27.500 $. La renda per capita de la població era de 32.252 $. Entorn del 14,3% de les famílies i el 8,1% de la població estaven per davall del llindar de pobresa.

## Poblacions més properes
El següent diagrama mostra les poblacions més properes.